# Ovidiu Mihăilescu
Ovidiu Mihailescu, (n. 11 mai 1962, Câmpina) este un inginer, poet, cântăreț și compozitor de muzică folk. 

## Biografie
Născut la Câmpina, Județul Prahova, fiul Elenei Mihăilescu și al lui Ioan Mihăilescu. Tatăl percuționist la formația Ritmul. Căsătorit cu Ioana Mihăilescu. Doi copii Mihăilescu Bogdan chitarist și Mihăilescu Petre percuționist. 
Educație 
Inginer de transporturi, absolvent al Facultății de Transporturi promoția 1987.
Activitate publică
Se îndrăgostește de muzica folk ascultând Mircea Baniciu și Valeriu Sterian..  Cântă la chitară de la vârsta de 17 ani. Din 1984 se alătură echipei de folkiști a Cenaclului Vouă (nume ca Eugen Baboi, Raul Cârstea, Dan Caramihai, Puiu Crețu, Sorin Bălășoiu,Teddy Tudoroiu, Costas Philippidis, Eusebiu Elinescu, ) alături de care participă la peste 300 de spectacole în țară. 
În 2004, lansează volumul de poezii Aici sunt anii Dumneavoastră... .
Primul album Cauboy-ul Nelu este lansat în 2007. În perioada 2007-2008 apare în concerte alături de Daniel Iancu si (Daniel Fat) cu care și colaborează la câteva melodii de pe albumul Cowboyul Nelu . Următorul album Cipilica este lansat la Silver Church în București în 2009. Urmează O lume de vis album de traduceri care cuprinde 12 cover-uri internaționale, traduse și interpretate de Ovidiu Mihăilescu în 2013. În 2014 apare cu Academia Cațavencu în seria Academia de Folk albumul Parlamescu care selectează câteva din melodiile politice ale folkistului.
A fost membru al grupului Zona de Mijloc (alături de Eugen Avram, Puiu Crețu, Teddy Tudoroiu, Dan Caramihai) grup care activa la Casa Eliad îm perioada 2009-2010 și al Gaskademiei de Folk (alături de Alina Manole, Daniel Făt, Jul Baldovin, Dan Caramihai, Fox Studies, Walter Ghicolescu, Nicu Zotta) în perioada 2010-2011.
În perioada 2010 2014 participă alături de alți folkiști la proiectul Manuellei Popescu de la Radio România Actualități în cooperare cu Inspectoratul Școlar al Municipiului București la câteva zeci de spactacole sub sigla Folk Fără Vârstă pentru promovarea folkului în liceele din București. Proiectul a promovat muzica folk în rândul elevilor, numărul chitariștilor din licee crescând exponențial în acea perioadă. In perioada 2012-2015 pune bazele proiectului folk-rock Ovidiu Mihailescu si Trupa Joi alaturi de Alex Cismaru, Radu Valean si Ciprian Diaconu. 
Activeaza si ca organizator de seri de folk la cluburile Watt, Corossroads, Mojo, Spice. 
In 2017, lanseaza la Clubul Spice din Capitală alaturi de Alex Cismaru si Alex Nichita albumul Toamna Brun. Se adaugă alte peste 300 de spectacole în diverse locații din țară, alături de Compania Teatrală Vouă (Grupul Vouă) la Festivalurile mari de umor și la diverse evenimente regionale, dar și în proiecte de promovare a lecturii și umorului în rândul tinerilor din  8 licee și 8 facultăți din București. În 2019 se lansează albumul Ars de zăpezi la Casa Studenților Grigore Preoteasa alături de Tituș Constantin, Liviu Ciulei, Clara Mărgineanu. Din 2020 face parte din Baricada Folk alături de Adrian Bezna, Adrian Mărginean, Cătălin Stepa, Nicu Zotta, un concept menit să focuseze energiile unei noi generații folk și să promoveze noua muzică folk pentru generațiile mai tinere.
În 2020 lansează la Ilva Mică alături de Dana Florian și Daniel Iancu albumul pentru copii Zmeul Furăcios. În luna aprilie a anului 2022 la Muzeul Literaturii Române lansează împreună cu Loreta Popa, Alex Turcu, Adrian Fetecău, Andrei Necula, Jean Lemne, Florin Nan, Vanda Florea volumul de poezii-parodii Inorogul Imperect. Pe 18 mai 2022 la Clubul Pub Universității lansează albumul Pariu pe Prietenie, 18 piese pe versurile unor poeți consacrați.
24 iunie 2023 la Berăria H împreună Compania Teatrală  Vouă și în formulă de trio cu Alex Cismaru și Gelu Ionescu lansează albumul Scrisoare de pe Marte, 12 melodii în stilul folk-rock. 6 Martie la Coffe Shop și 12 Mai 2025 la Berăria H în trio cu Alex Cismaru și Alex Matei lansează albumul Hotel Dumnezeu produs în studioul lui Eugen Mihăescu album conceptual ce depășește granițele folk. Lansează la Iași la Târgul de Carte Internațional Libex cartea de poeme Sună și Fugi (Câinele are nevoie de exercițiu). 
Deține un consistent canal de YouTube și o pagină de Facebook cu activitatea la zi! 
Carieră Profesională 
Inginer la Stația Satu Mare 87-88. În 1989 lucrează ca inginer la Gara Apahida. Activează pînă în 1995 la Regionala CFR Cluj ca sef birou vagoane străine. Între 1995-1997 ocupă postul de Dispecer Central la Ministerul Transporturilor din București. 1997-2007 inginer de logistică la Firma Transfer din holdingul de transport TTS din București.

## Discografie
- Cowboy-ul Nelu (2007)
- Cipilica (2009)
- Cântece de Folk Crăciun (2010)
- O lume de vis (12 coveruri traduse) (2013)
- Parlamescu (selecție-funny songs)(in colaborare cu Academia Catavencu)(2014)
- Toamna Brun (2017)
- Eroi ai muncii (2019) (slecție de piese despre muncă)
- Ars de Zăpezi (2019) (cântece de iarnă)
- Zmeul Furăcios (2020) (Cântece pentru copii)
- Pariu pe Prietenie (2022) (versuri de poeți consacrați)
- Scrisoare de pe Marte (2023)
- Hotel Dumnezeu (2025)

## Poezie
"Aici sunt anii Dumneavoastră..." (Editura Nemira- 2004)
"Cartea celor 7 mări" (Editura Agerpress - 2009)
"Cântece de trecut puntea" (Editura Semne - 2013)
"Planeta Păpădiilor"antologie (Editura Semne - 2015)
"Think Floyd"poeme rock (Editura Semne - 2016)
"Punk Freud" poeme rock (Editura Semne - 2020)
"Inorogul Imperfect" poeme ironice și parodii (Editura Neuma - 2022)
"Sună și Fugi! Câinele are nevoie de exercițiu" (Editura Vasiliana-2025)

## Radio
A avut in intervalul 2008-2013 emisiunea de muzica folk si cultura FolkWeb de luni până joi la Radio3Net.Ultimii 3 ani o realizează alături de Alex Turcu.